# Жанін Аньєс
Жанін Аньєс (ісп. Jeanine Áñez Chávez; нар. 13 червня, 1967, Сан-Хуакін, департамент Бені, Болівія) — в.о. президента Болівії з 12 листопада 2019 року до 8 листопада 2020.

## Життєпис
Народилася 13 серпня 1967 року в місті Тринідад. Здобула юридичну освіту. Працювала телеведучою та медіадиректором в компанії Totalvision (місцевий телемовник).
У 2006−2008 рр. входила до складу конституційної асамблеї, яка розробляла нову конституцію Болівії.
2010 року обрана до Сенату від партії Демократичний соціальний рух, обіймала посаду другого віцеголови Сенату.
12 листопада 2019 року призначена виконувачем обов'язків президента Болівії до позачергових виборів. (Існують суперечності щодо перейняття посади голови Сенату Адріани Сальватьєри, яка де-юре номінально виконувала кілька годин обов'язки президента як голова Сенату у його відсутність, але офіційно не вступила на посаду).
Позиціонує себе як християнка.
Визнає тимчасовим президентом Венесуели Хуана Гуайдо.
Чоловік Жанін Аньєс — колумбійський політик Ектор Ернандо Карвахаль.
13 березня 2021 року заарештована за звинуваченням у тероризмі, підбурюванні до заколоту і в змові. Сама Аньєс назвала це «політичним переслідуванням».